# Powarowo
Powarowo (ros. Поварово) – osiedle typu miejskiego w Rosji, w obwodzie moskiewskim. W 2020 roku liczyło 8819 mieszkańców.